# Pedro Ambrosio de Ondériz
Pedro Ambrosio de Ondériz (¿?-Madrid, c. 1596) fue un matemático, astrónomo y cartógrafo español.

## Biografía
El rey Felipe II lo nombró en Lisboa (1582) ayudante del matemático portugués João Baptista Lavanha para enseñar en la Academia de Matemáticas de Madrid que fundó en ese mismo año en el Convento de Santa Catalina de Sena, próximo al Real Alcázar de Madrid. Allí desempeñó las cátedras de matemáticas y cosmografía y, para dotar a los estudiantes de libros de texto, por orden del director de la Academia Juan de Herrera, tradujo al castellano los libros XI y XII de los Elementos de Euclides, así como la Perspectiva y Especularia del mismo autor en dos partes (la primera estudia la proyección cónica y la segunda la teoría de la reflexión en espejos planos, esféricos, cóncavos y convexos), único proyecto que consiguió publicar pagándolo él mismo, aunque luego recibió un subsidio. Tradujo asimismo los Esféricos de Teodosio de Bitinia, los Equiponderantes de Arquímedes y las Cónicas de Apolonio de Perge, aunque este último proyecto quedó inconcluso.
Se conserva también un manuscrito suyo que contiene las lecciones de cosmografía que impartía en la Academia. Fue cosmógrafo mayor del rey y en esas funciones fue nombrado para corregir el padrón general de la carta de marear y los mapas por cometido del Consejo de Indias en colaboración con los pilotos de Sevilla, pero murió antes de poderlo hacer.

## Obras
- La Perspectiva y Especularia de Euclides. Traduzidas en vulgar castellano. (Madrid: Vda. de A. Gómez, 1585).
- Uso de los globos. Leído en Madrid el año 1592 del señor Ambr. Onder. Letor de matematicas y cosmografo del rey nuestro señor (manuscrito citado por Fernández de Navarrete en su Biblioteca marítima española. Madrid: Vda. de Calero, 1851. vol. II, pp. 559-560).
- Trad. de Euclides, libros XI y XII de sus Elementos
- Trad. de Teodosio de Bitinia, Esféricos
- Trad. de Arquímedes, Equiponderantes
- Trad. de Apolonio de Perge, Cónicas